# 杉野田贯
杉野田贯（1964年8月26日—）是日本的男性聲優、演員。東京都出身。所屬B-Box。

## 人物
曾所屬演艺事务所“ToritoriOffice”和株式会社“劇團朋友”。使用過的舊藝名有和“杉野 博臣（すぎの ひろおみ）”。
公開網站裡介紹文裡有說他屬於肥胖的體型（公開簡歷裡有提到體重和三圍全部都以『130』來統一），演出的角色是以「大個子」和「巨漢」來演出的角色比較多。

## 演出作品

### 電視動畫
1996年
- 烏龍派出所（社長、素輪道彥）

1997年
- 櫻桃子劇場 可吉可吉（知識爺爺）
- 夢之蠟筆王國（老爺爺、楠的神主、納格特總理 其他）

1998年
- 開花天使（松澤老師）

1999年
- 極道漫遊記（領事）
- 網路安琪兒（賈吉）
- 神八劍傳（格里、塔格）
- Hunter × Hunter（蝙都特、達佐孽）
- 改善人（德倫克）

2000年
- 烏龍派出所（集議院大五郎）
- 沉默的未知（政府閣僚B）
- GEAR戰士電童（馬丘人）
- 數碼寶貝大冒險02（巴克獸）
- 心動♡傳說 咕嚕咕嚕魔法陣（光的總裁）
- 新仙魔大戰（惡玉捨這泰羅爾）
- 法布爾老師是名偵探（蒂昂）
- 徽章戰士魂（雷老爹）
- 遊戲王怪獸之決鬥（五巨頭4大田宗一郎／機械軍曹）

2001年
- 激鬥！崩潰齒輪TURBO（萬願寺豪）
- 零戰士（獵人將軍）
- 神雕俠侶（五醜、達爾帕）
- 戀愛占卜師（社長）
- 小魔女Doremi（第3部）（白熊）
- 聖石小子（盧卡斯70、維斯、普林軍團艦長）

2002年
- 禁獵魔女（司祭）
- 槍國境（喬）
- 烏龍派出所（小島、やっとこ號的老人）
- 鬼眼狂刀（東郷重位）
- 神世紀傳MARS（科学者A）
- 數碼寶貝04無限地帶（巴克獸）
- 戰鬥陀螺 2002（史考特）
- 炸彈超人太空戰士（帕傑）

2003年
- 時空冒險記（喬伊）
- 救難小英雄（宮島武藏、鑽頭機器人）
- 音速小子X（強森導演）
- PEACE MAKER鐵（浪士、浪人）
- MOUSE（警察幹部、野次馬）

2004年
- 極道鮮師（熊井輝夫）
- 烈焰 SCRAMBLE（最高會議幹部B、強盗B、酒吧服務員）

2005年
- 植木的法則（巨漢）
- 陰陽大戰記（大艦）
- 地獄少女（室井的父親）

2006年
- 帕塔 波塔 門太（泰格）
- 魔法美少女（校長）

2007年
- 暮蟬悲鳴時解（大臣、閣僚、教授、村民）
- MOONLIGHT MILE 1st季 -Lift off-（伊凡・普洛波諾夫、現場監督、士兵B 其他）
  - MOONLIGHT MILE 2nd季 -Touch down-（伊凡・普洛波諾夫、比爾）

2008年
- CLANNAD 〜AFTER STORY〜（社長）
- 死後文（警官）
- 純情羅曼史（老師的父親）
- 深淵傳奇（伍爾西）
- 迷宮塔 〜the Aegis of URUK〜（格達）
- 隱王（店主）
- 伯爵與妖精（柯布萊奈）
- Battle Spirits 少年突破馬神（神秘大人）
- BLEACH（如月泰戌）
- 道子與哈金（波格）

2009年
- 地下城與勇士 〜演奏派對〜（G.S.D）
- 反斗小王子（植木屋、飼主）
- 仰望天空的少女瞳中的世界（馬修）
- DARKER THAN BLACK -流星之雙子-（貓咖啡廳老闆）
- 奇奇的異想世界 新的家（吉川先生）
- 信蜂（店主）
- Battle Spirits 少年激霸彈（大個男）
- 小雙俠（蟹脚鎮長）
- 夢色蛋糕師（司機）

2010年
- SD鋼彈三國傳 Brave Battle Warriors（馬元義薩克、朱儁薩克家儂、顔良葛茲阿爾、文官吉姆、水盜、士兵）
- 反斗小王子（死者）
- 空·之·音（卡爾）
- 青春CUP（校長）
- 戰鬥靈魂 少年激罷丹（布爾史東）
- 花河童（山藤爸爸）
- BLEACH（男人）
- 夢色蛋糕師SP（特別篇）專業人士（森林的主人）
- 爆丸3狩獵保衛者（魯比安諾伊德）

2011年
- TIGER & BUNNY（犯人（Mr. Big））
- 召喚惡魔（男的明子）
- Persona4 the ANIMATION（月光館學園校長）
- 機動戰士鋼彈AGE（イゴール・エバンス、拉多克•韓）

2012年
- 夏目友人帳 肆（馬面妖怪、惡鬼）
- IXION SAGA DT（Garubon）

2013年
- 最強銀河 究極ZERO Battle Spirits（高壓的戈因）

2014年
- Z/X IGNITION（パイロットB）
- 元氣囝仔（鄉長/木戶裕次郎）

2018年
- 屁屁偵探

2022年
- 海螺小姐（守護人）

### 劇場版動畫
- 數碼寶貝 暴走的數碼列車[錨點失效]（鐵路行控中心主任）
- 美食獵人TORIKO 3D 開幕！美食冒險！！（林波）
- 破刃之劍（赫克拉）
- 尋母三千里（賣魚人）
- 雅也的綽號（皮格）
- 雷頓教授與永遠的歌姬（巴頓）

2016年
- PERSONA3 THE MOVIE #4 Winter of Rebirth（校長）

### Web動畫
- 幕末機關說（西郷隆盛、針生玄藩）

### 遊戲
- 霹靂酷樂貓（剛博士、大老闆）
- GrowlanserV（哈克特）
- GrowlanserVI（哈克特）
- 櫻桃子劇場 可吉可吉（知識爺爺）
- 空·之·音 少女的五重奏（卡爾）
- flutter of birds II 〜天使們之翼〜（森野大熊）
- 雷頓教授與最後的時間旅行（巴頓）
- 洛克人Zero3（葛拉查・雷・卡克坦克）
- 英雄聯盟（剛普朗克/布郎姆）

### 外語配音
- 急診室的春天（XII（洪）XIII（凱因斯）XV（摩根））
- 鷹眼（米勒）
- 鐵證懸案（年輕時巴克）
- 都鐸王朝
- 黑暗金控
- 幸福處方籤
- 超自然檔案（戴里克）
- 星際奇兵（蓋烏斯）
- 酷爸的瘋狂假期（臭鼬）
- 慾望師奶
- 護士當家
- 爆音家族（柏格）
- 哈利波特－死神的聖物 PART1（巫師上司）
- 夏威夷特警（卡梅柯納（泰勒·威利））
- 刺殺據點
- 和你在一起（麻三的夥伴）
- 血鑽石（奈比爾（吉姆·米斯崔））
- 李小龍傳奇（王・理查歐、哈里遜）
- 越獄風雲（帕維爾卡）
- 神探默多克（皮布羅斯基）
- 靈媒緝凶5
- 神經妙探 （第4季:#2書記長）

### 外語配音（動畫）
- 瓦力
- Ben 10（葛雷馬特）

### 連續劇CD
- 天才家庭公司（華特林斯）
- 與主公一起2（立花道雪）
- Domina的Do！（旁白）

## 外部連結
- B-Box公開簡歷